# قصة الحيض (فلم)
قصة الحيض (بالإنجليزية: The Story of Menstruation)؛ هو فيلم رسوم متحركة أمريكي، مدته 10 دقائق من إنتاج شركة والت ديزني للإنتاج في عام 1946. تم التكليف من قبل Cello-Cotton (الآن كلارك). وتم عرضه في إصدار غير مسرحي لما يقرب من 105 مليون طالب أمريكى في فصول التثقيف الصحي. في عام 2015 تم اختياره للحفظ في السجل الوطني للسينما.

## التاريخ
كان جزءًا من سلسلة أفلام من عام 1945 إلى 1951 أنتجتها ديزني للمدارس الأمريكية. تم التعاقد مع الطبيب النسائي ماسون هون كمستشار لضمان أن يكون الفيلم دقيقًا علميًا. أدت مشاركة هون إلى تركيز أقوى على علم الأحياء من التسويقات الأخرى من قبل شركة ICC. زادت سمعة «قصة الحيض» عندما حصل على ختم حسن التدبير الإدارى للموافقة.
كان واحدًا من أول الأفلام التي تحظى برعاية تجارية لتوزيعها على المدارس الثانوية، تم توزيعه كتيب للمدرسين والطلاب يدعى «شخصيًا جدًا لك» التي تضمنت إعلانًا عن ماركة كيتوكس للمنتجات. ومنع استخدام «سدادات قطنية»، حيث كانت تهيمن على السوق من قبل العلامة التجارية تيمباكس.
في عام 2015، اختارت مكتبة الكونغرس بالولايات المتحدة فيلمًا لحفظه في السجل للسينما، وتم العثور عليه «ثقافيًا، تاريخيًا، أو من الناحية الجمالية»

## الحبكة
يستخدم الفيلم رسومًا متحركة لتفصيل دورة الطمث. راوى الفيلم، الذي يتم تحديده في الاعتمادات، يعلم المشاهد أنه «لا يوجد شئ غريب أو غامض حول الحيض» ويظهر النساء يشاركن في أنشطة مثل الاستحمام، ركوب الخيل والرقص أثناء الدورة الشهرية. كما تقدم رواية الفيلم للممثلة غلوريا بلونديل نصائح لتجنب الإمساك والاكتئاب والحفاظ دائمًا على مظهر خارجي جيد. يعتقد أن فيلم «قصة الحيض» هو أول فيلم يستخدم كلمة «مهبل» في السيناريو. لم يذكر الجنس ولا الإنجاب في الفيلم، والتركيز على الصحة العامة يجعله كما أقترح مؤرخ ديزنى جيم كوركيز، «أزمة صحية بدلًا من كونها حدثًا ناميًا» تم تصوير تدفق الطمث كثلج أبيض بدلًا من أحمر الدم. تم تحديد حقوق الطبع للفيلم من قبل شركة والت ديزني للإنتاج في 3 ديسمبر 1973.

## روابط خارجية
- مقالات تستعمل روابط فنية بلا صلة مع ويكي بيانات